# Post Bellum
Post Bellum je zapsaný ústav (z. ú.), který se zabývá zaznamenáváním a archivací vzpomínek pamětníků významných historických událostí. Z těchto materiálů připravuje výstavy a spolupracuje s nejrůznějšími médii (rozhlas, televize, noviny, internet) na výrobě dokumentárních pořadů. Základem jeho činnosti je uchování nasbíraného zvukového, obrazového a textového materiálu a jeho prezentace široké veřejnosti.
Společnost má organizačně 5 poboček s centry v 6 městech (Východní Čechy – Hradec Králové, Střední Morava – Olomouc a Zlín, Plzeňský kraj – Plzeň, Jihomoravský kraj – Brno, Jihočeský kraj – České Budějovice).

## Poslání organizace Post Bellum
Tým spolupracovníků organizace zaznamenává v terénu vyprávění veteránů 2. světové války, politických vězňů, obětí kolektivizace, a mnoha dalších, často i zapomenutých pamětníků. Ke každému pamětníkovi se Post Bellum snaží shromáždit zároveň i co nejvíce fotografického a dostupného textového materiálu. Všechny výpovědi a doprovodné materiály jsou zároveň archivovány a podle intencí společnosti Post Bellum by jednou měly sloužit nejen historickému bádání, ale i veřejnosti a budoucí generaci k zachování paměti o důležitých a často hrdinských činech jednotlivců, které jsou až na výjimky zapomínány či opomíjeny.

### Metody práce
Celý projekt je postaven na metodě orální historie, což je soubor způsobů a postupů, jimiž se badatel dobírá nových informací a poznatků na základě ústního sdělení osob, jež byly účastníky nebo svědky zkoumaných událostí a procesů. Metoda orální historie ale netvoří absolutní rámec natáčení rozhovorů. V praxi Post Bellum vzniká mnohdy samotná metoda až na místě samém. To souvisí se skutečností, že materiál tvoří živí lidé s nesrovnatelnými zkušenostmi a životními osudy. Svoji roli hrají rovněž vypravěčské schopnosti respondenta. Jednotlivé rozhovory mají jak svůj historický segment, tj. otázky zaměřené na čirá fakta a souvislosti, tak i svůj psychologický segment – kdy pamětník otevřeně mluví o svých motivacích pocitech (strachu a naději). Forma rozhovorů je reportážní.
Jádro týmu Post Bellum tvoří tzv. sběrači – tazatelé, kteří kontaktují a navštěvují jednotlivé pamětníky. S pamětníky ovšem není veden klasický novinářský rozhovor, naopak jsou vyzýváni, aby svůj příběh vyprávěli tak, jak sami uznají za vhodné. Interview probíhá obvykle ve dvou sezeních, při prvním pamětník vypráví svůj příběh, při druhém je konfrontován a archivními materiály a jsou pokládány konkrétnější otázky na některé epizody jejich života.

### Způsob zaznamenávání
V prvních fázích sběru byly nahrávky pořizovány výlučně v audio podobě a dále byly přístupné ve formátech wav či mp3. V současné době o.p.s. Post Bellum disponuje mobilním studiem a také speciálním kamerovým systémem Eye direct, který umožňuje, aby pamětník mohl udržovat oční kontakt s tazatelem, ale zároveň hledí i do objektivu kamery, což pro diváka vytváří unikátní zážitek přímé interakce. "Eye Direct je založen na principu polopropustných zrcadel a natáčený pamětník se tak nemusí dívat do kamery, ale přímo do tváře dokumentaristy, což je zejména pro staré pamětníky mnohem komfortnější a přirozenější způsob natáčení. Diváci mají ale zároveň pocit, že se pamětník dívá přímo na ně, což je ve výsledku velice působivé." Nahrávky jsou pak zpřístupněny ve své celé podobě na portálu Paměť národa. Rozhovory jsou zde také v textové podobě, které stručnou a výstižnou formou popisují, o čem pamětník vyprávěl.

### Archiv vzpomínek
Archiv Post Bellum je otevřeným zdrojem pro publikační či badatelskou činnost. Ke každé nahrávce existuje zároveň písemný souhlas, podepsaný pamětníkem, ve kterém k takovému použití svoluje. Pokud není uvedeno jinak, týká se to i veškerého obrazového materiálu, tvořícímu s audionahrávkou jednu archivní jednotku. Post Bellum je neziskovou organizací a své úkoly provádí výhradně z peněz dárců či grantů veřejných institucí.

## Historie projektu

### Založení a projekt Hlasy hrdinů
U zrodu o. s. Post Bellum v roce 2001 stál redaktor Mikuláš Kroupa, který kolem sebe shromáždil tým spolupracovníků z řad svých kolegů a přátel. Projekty Post Bellum proběhly v pěti ucelených fázích, jednotně nazvaných jako projekt Hlasy hrdinů. Do roku 2006 se podařilo zaznamenat na šest stovek většinou více než dvouhodinových interview, ve kterých vyprávějí pamětníci a aktéři snad všech závažných událostí vážících se k předválečným a poválečným dějinám Československa. Na jaře roku 2006 byla s Českým rozhlasem (který byl partnerem projektu v předchozích fázích) navázána užší spolupráce, která se odrazila v dosud probíhajícím rozhlasovém pořadu Příběhy 20. století. Projekt Hlasy hrdinů byl vzápětí přejmenován na Paměť národa, protože se Post Bellum rozhodlo svoji činnost rozšířit z veteránských vojenských skupin i na ostatní pamětníky (hrdiny i antihrdiny). Tím si předsevzalo nový úkol, totiž zabývat se vším, co je součástí moderních českých dějin.

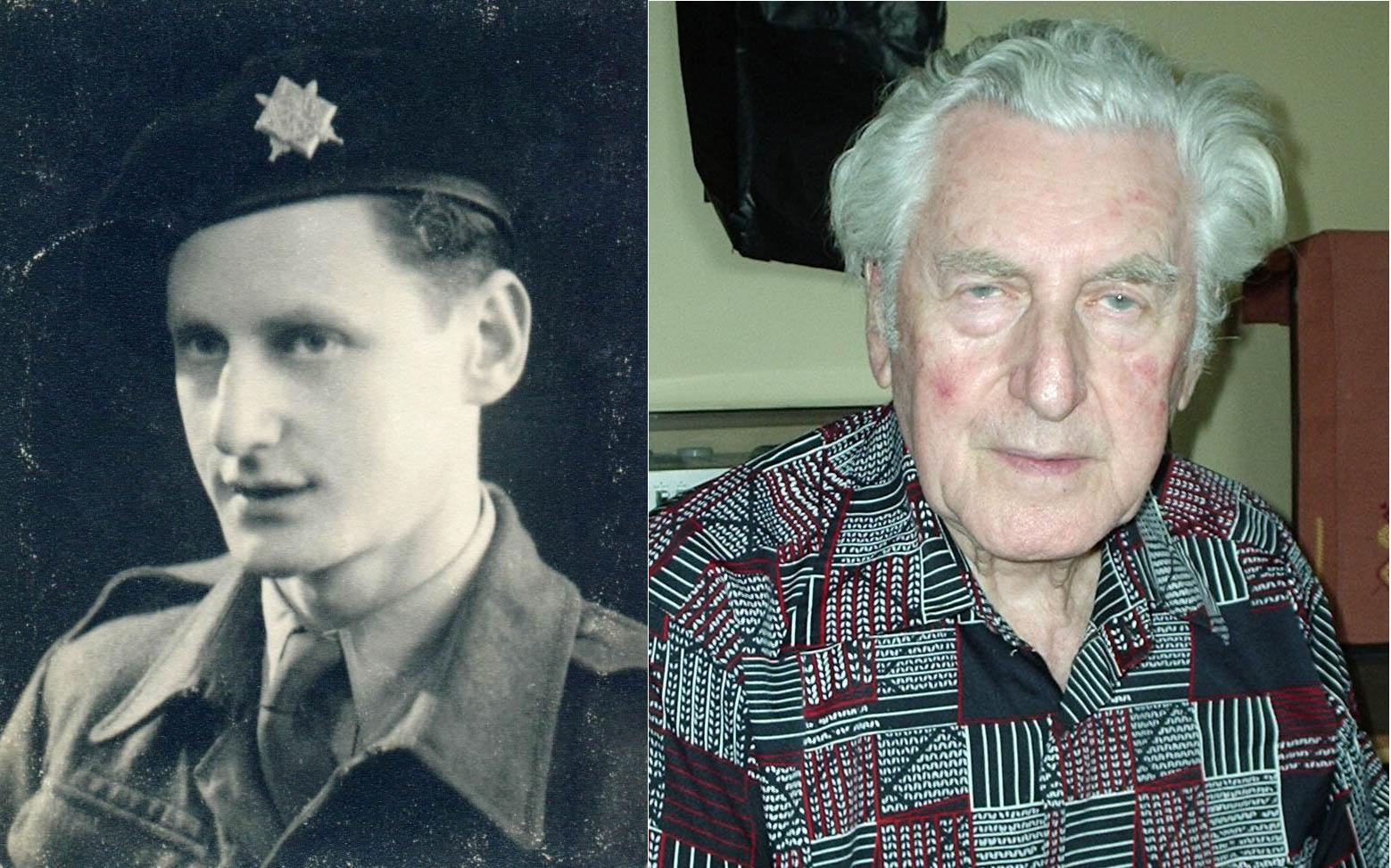
Mjr. v. v. Gerhard Singer v roce 1944 a v roce 2004, veterán od Tobruku

### Společenství Paměti národa
V roce 2006 podepsalo Post Bellum jako zakládající člen Společenství Paměti národa společnou deklaraci o sdílení a doplňování archivních souborů s několika institucemi, které se natáčením pamětníků rovněž zabývají. Na deklaraci se podílely následující instituce: Český rozhlas, Post Bellum, Ústav pro soudobé dějiny AV ČR – Centrum pro orální historii, Židovské muzeum v Praze, Vojenský historický ústav AČR, obecně prospěšná společnost Živá paměť a Muzeum města Ústí nad Labem s pracovištěm Collegium Bohemicum.

## Současnost
Mezi hlavní skupiny pamětníků, kterými se Post Bellum od roku 2006 zabývá, patří: veteráni 2. světově války ze západní, východní fronty a ze Středního východu, oběti holocaustu, účastníci II. domácího i zahraničního odboje, aktéři politických událostí v poválečném Československu, účastníci III. odboje (např. agenti chodci, členové protikomunistických diverzantských skupin) političtí vězni zejména 50. a 60. let, osobnosti kultury a umění působící v ilegalitě v 60. letech a v dobách normalizace. Post Bellum se snaží zaznamenat i výpovědi z druhé strany – např. spolupracovníků a agentů komunistické Státní bezpečnosti a představitelů komunistické moci. Mezi nejznámější respondenty patří i Karel Vaš, komunistický vojenský prokurátor a jeden ze strůjců vykonstruovaného procesu proti generálovi Heliodoru Píkovi.

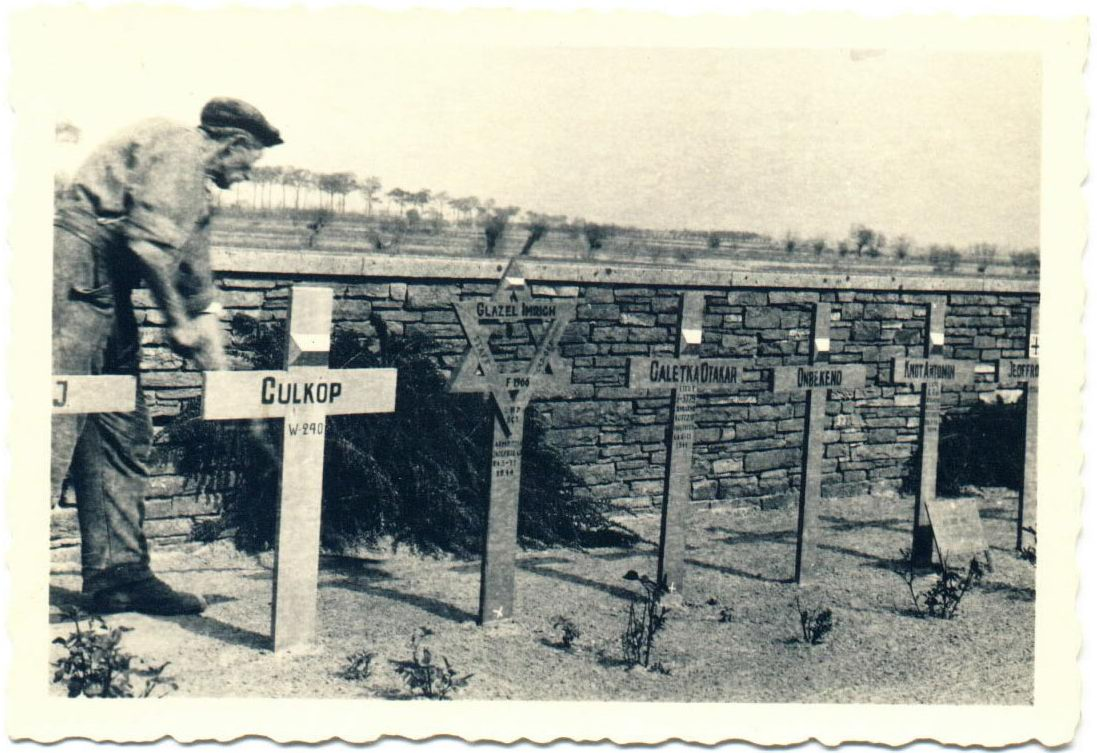
Tito vojáci svůj příběh vyprávět nestihli - Československý vojenský hřbitov u Dunkerque, 1945

### Rozhlasový pořad Příběhy 20. století
Dokumentární cyklus Příběhy 20. století, vycházející z příběhů pamětníků portálu Paměť národa, vysílá Český rozhlas. Na přípravě dokumentu se podílejí redaktoři Mikuláš Kroupa a Adam Drda. Pořad běží v pravidelném týdenním cyklu a je věnován vždy jinému tématu: jednotlivému příběhu či zvláštnímu fenoménu totalitního systému (např. způsoby věznění, práce v lágrech, spolupráce s StB apod.). Příběhy 20. století jsou pořadem Českého rozhlasu, společnost Post Bellum na tomto cyklu pouze spolupracuje. Mezi lety 2006–2012 byl pořad vysílán na stanici Česko, od února 2013 cyklus vysílá stanice Radiožurnál a ČRo Plus.
Vybrané epizody zpracovali autoři pořadu Mikuláš Kroupa a Adam Drda do knižní podoby. V roce 2008 vyšla kniha Kruté století, v roce 2009 na ni navázala publikace V komunismu jsme žít nechtěli. V letech 2014 a 2015 se autoři podíleli na sérii Neznámí hrdinové.

### Paměť národa
Hlavní naplní činnosti je v současné době rozsáhlý projekt Paměť národa, na kterém spolupracuje s Českým rozhlasem a Ústavem pro studium totalitních režimů. Jde o internetovou databázi, která obsahuje celý archiv ve zvukové, textové i obrazové formě. Pro registrované badatele a hlubší zájemce jsou na webu k dispozici archivní dokumenty a odborné komentáře. V lednu 2017 obsahovala databáze necelých 3 500 pamětníků, což znamená přibližně 4 400 hodin zvukových vzpomínek, cca 8 000 normostran odborných a životopisných autorských textů + cca 44 000 fotografií a naskenovaných dokumentů. Celý archiv je průběžně doplňován a na jeho rozvoji se podílí i další instituce z České republiky a jiných zemí. Portál dostupný na www.pametnaroda.cz a www.memoryofnation.eu byl spuštěn 28. října 2008. V roce 2019 vydal ÚSTR na základě žádosti o informace podle zákona č. 106/1999 Sb. a zveřejnil na svém webu své oficiální stanovisko v souvislosti s publikací falzifikací a nepravdivých údajů o pamětníkovi Janu Janků na webu projektu Paměť národa. V něm ředitel kanceláře ÚSTR M. Pelíšek uvedl, že "ÚSTR a Post Bellum spolupracují na základě smlouvy o spolupráci ze dne 31. 7. 2008. Vztah je soukromoprávní a oba subjekty spolupracují za účelem realizace projektu Paměť národa. ÚSTR nese odpovědnost za formální správnost a aktuální funkčnost webových stránek projektu. ÚSTR nenese odpovědnost za obsah a věcnou správnost webu."

### Ceny Paměti národa
Od roku 2010 jsou každoročně udělovány Ceny Paměti národa. Ocenění jsou vybíráni z archivu pamětníků odbornou porotou a jde o jednotlivce, jejichž osudy by neměly upadnout v zapomnění a jejichž postoje si zaslouží ocenění, ať už jde o válečné veterány, přeživší holocaust, nebo bývalé politické vězně a disidenty.

### Vzdělávací aktivity
Post Bellum rovněž přibližuje moderní dějiny nejmladší generaci. V projektu Příběhy našich sousedů se žáci osmých a devátých tříd základních škol a tercií a kvart víceletých gymnázií setkávají s lidmi ze svého okolí. Nechávají si vyprávět jejich příběh a ten natáčejí na kameru či diktafon. Pod vedením koordinátora Post Bellum a svých učitelů poté připravují reportáže a prezentují je veřejnosti.
Příběhy pamětníků organizace využívá i při další vzdělávací činnosti. Pro žáky základních škol, studenty středních a vysokých škol pořádá vzdělávací workshopy a provozuje internetovou učebnici My jsme to nevzdali.

### Pomozte Ukrajině s Pamětí národa
Pomozte Ukrajině s Pamětí národa  je občanská iniciativa zaštítěná českou neziskovou organizací Post Bellum. Tato pomáhající iniciativa vznikla 22.2. 2022 v reakci na vstup vojsk Ruské federace na území samozvaných separatistických republik - Doněcké lidové republiky a Luhanské lidové republiky a hrozbu totální invaze Ruské federace na území Ukrajiny. Záměrem iniciativy je prostřednictvím cílené a konkrétní pomoci v různých podobách přispět k podpoře aktivní obrany Ukrajiny a také mírnit utrpení spojené s válkou. Fungování iniciativy od roku 2022 kontinuálně pokračuje.   
Největší část z aktivit projektu Pomozte Ukrajině s Pamětí národa představuje materiální pomoc. Pro tuto materiální pomoc pak platí, že veškeré dodávané vybavení a materiál je nesmrtící povahy. Jedná se zejména o zdravotnický materiál, sanitní a evakuační vozy, osobní ochranné prostředky pro obránce Ukrajiny. Díky dodané pomoci se podařilo zachránit stovky lidských životů obránců Ukrajiny.

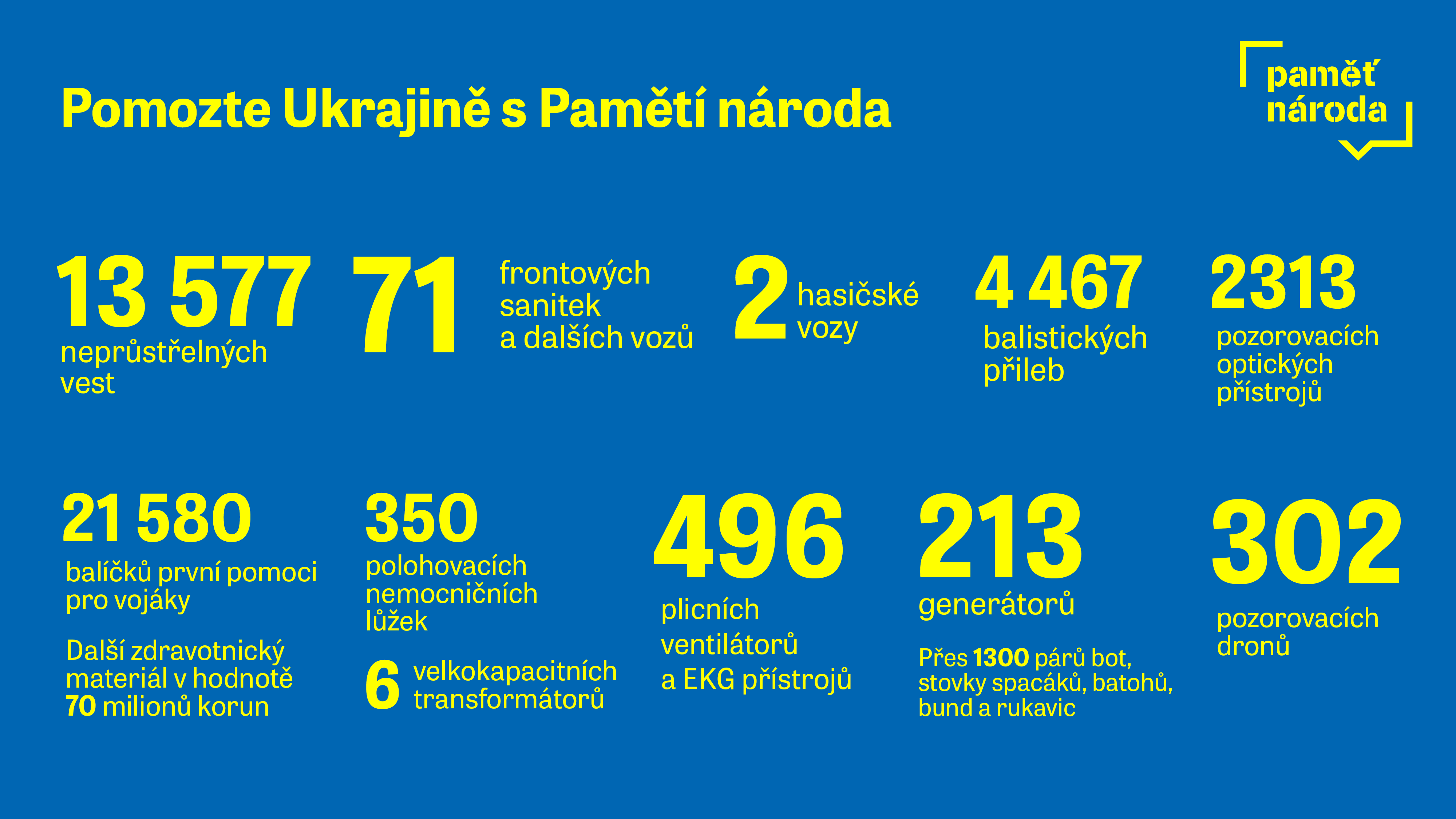
Projekt Pomozte Ukrajině s Pamětí národa - bilance dodané pomoci (2025)

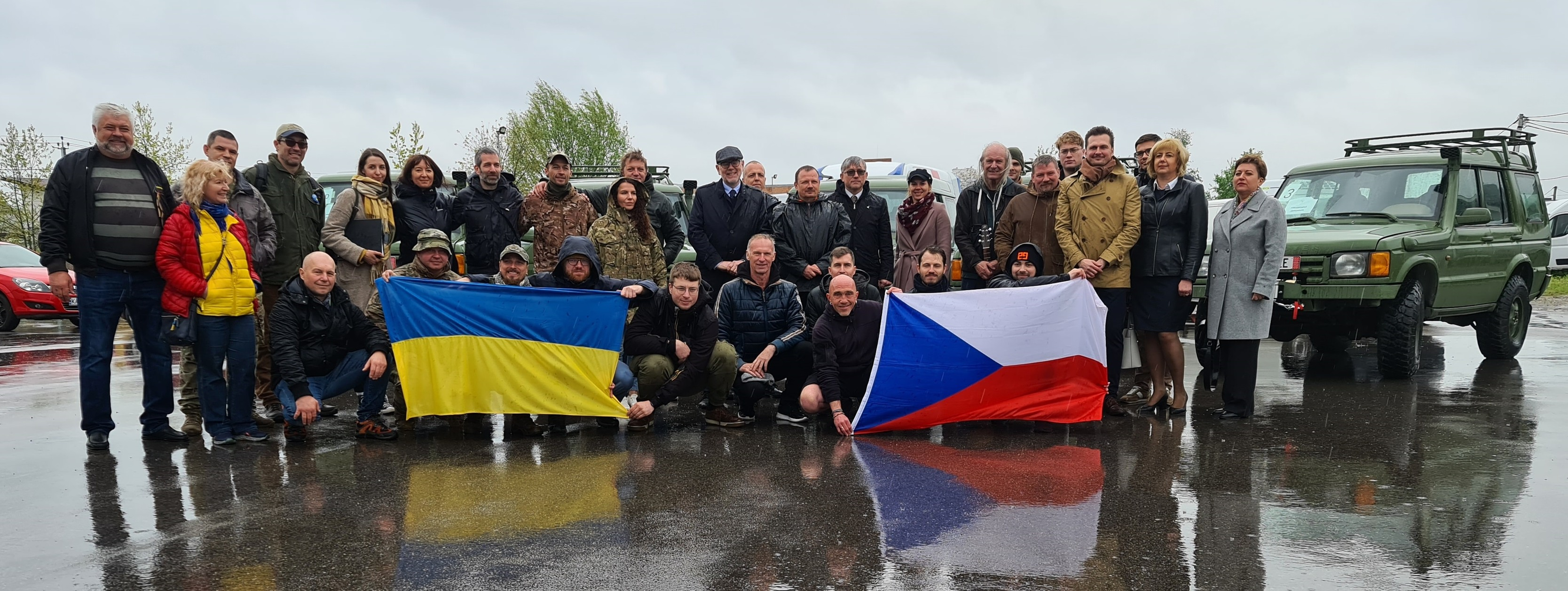
Pomozte Ukrajině s Pamětí národa - předání pomoci